# Гриневская, Изабелла Аркадьевна
Изабе́лла Арка́дьевна (Арка́диевна) Грине́вская (урождённая Бейла Фридберг, идиш בײלע פֿרידבערג‎ — Бейлэ Фридберг, во втором браке — Белла (Изабелла) Спектор; 3 (15) мая 1864, Гродно (по другим сведениям Сувалки) — 15 октября 1944, Ленинград) — русский и еврейский драматург, прозаик, поэтесса, переводчица
, публицист. Публиковала художественную прозу на идише, стихи, пьесы, переводы и публицистику на русском языке.

## Биография
По некоторым источникам, дочь еврейского писателя Авраама Фридберга (1838—1902). Училась в Мариинской гимназии в Гродно, затем в Санкт-Петербурге на Бестужевских курсах. В 1880 году впервые вышла замуж — за журналиста Александра Гриневского. Как и он, сотрудничала в Энциклопедическом словаре Брокгауза и Ефрона.
После расставания с Гриневским в 1886 году вышла замуж за еврейского писателя Мордхе Спектора (1858—1925), основателя журнала «Дер хойз-фрайнд», в котором она дебютировала как прозаик. В следующем году переехала с мужем к отцу в Варшаву, где и этот брак распался. Позже начала писать также на русском и, согласно некоторым источникам, на польском языках.
В начале 1890-х годов некоторое время жила в Одессе, а с 1894 года и до конца жизни — в Петербурге (Владимирский проспект, дом 10, квартира 32). Имела дочь. Играла на сцене (под псевдонимом Тама́рина), преподавала сценическое искусство и декламацию. В 1905 году входила в репертуарный совет Современного театра Н. Н. Отрадиной.
В 1915 году выступала с собственной антрепризой. В 1916 году по её сценарию был снят фильм «Игра случая».
После революции выступала с лекциями, работала над организацией различных ленинградских театральных студий. С 1926 года — персональная пенсионерка.
В начале июня, в июле и в августе 1937 года обращалась с ходатайствами к Е. П. Пешковой с просьбой о помощи в облегчении участи арестованных Екатерины Сергеевны и Дмитрия Николаевича Веселовских. По этому же поводу написала письмо начальнику Севвостлага.
Умерла в 1944 году.
Её блокадные записи были опубликованы посмертно в ежегоднике рукописного отдела Пушкинского дома (2014).

## Творчество
С 1880-х годов начала писать на идише. Первая публикация — рассказ «Дер йосем» (Сирота) в первом номере журнала «Дер хойз-фрайнд» за 1888 год (отдельное издание — Варшава, 1895). За этой публикацией последовали рассказы «Ин дер фремд» (На чужбине, в «Дер хойз-фрайнд»), «Ништ ойсгехалтн» (Невыдержанно, в «Юдише библиотек»). Повесть «Фун глик цум кейвер, а хосн аф ойсцолн» (От удачи к могиле, жених на выплату) вышла отдельным изданием в Варшаве в 1894 году, рассказ «Дер райхер фетер» (Богатый дядя) — там же в 1895 году. Пользовалась литературным псевдонимом «Изабелла».
Литературную деятельность на русском языке начала переводами, в том числе пьес Люциана Рыделя «Заколдованный круг» и Габриеле Д’Аннунцио «Мёртвый город». Впоследствии печатала стихи, пьесы, рассказы, статьи о литературе (в том числе о Мишеле Монтене, Герхарте Гауптмане), выпустила ряд книг.
В 1891 году в журнале «Звезда» вышли несколько её статей, посвященных Востоку: Индии, Японии и Африке. В 1895 году опубликовала пьесу «Первая гроза», за которой последовал ряд одноактных пьес («Трудовой день», «Пьеса для разъезда», «Пожар», «Урок танцев», «Письмо», «Родственный обед», «Прошение», «Охота на медведя», «По-нонешному», «Письмо из деревни», «Сговорились» и другие), которые шли на сценах императорских театров; сборник одноактных пьес и монологов издавался дважды. В 1897 году вышла её брошюра «Выставка в Стокгольме». Сборник «Огоньки: Рассказы; Стихотворения; Пьесы» вышел в 1900 году. Сборник «Стихотворения» вышел в Санкт-Петербурге в 1904 году (СПб: Типо-литография Б. М. Вольфа, 1904) — самые ранние стихи в сборнике датированы 1897 годом.
Единственная её книжка за всё послереволюционное время — сборник стихов «Павловск», датирована 1922 годом. Тем не менее вплоть до конца 1930-х годов Гриневская вела активную литературную работу, систематизируя свой архив и работая над обширными воспоминаниями.

### Гриневская о бабизме и бахаизме
В 1897 году опубликовала перевод на русский язык романа Анжа де Сен-Кантена «Любовь в стране магов» (фр. Un amour au pays des mages), дав ему название «Любовь бабиста». Заинтересовавшись этой темой, начала работу над исторической драмой «Баб». Эта пьеса (СПб, 1903, 1916; поставлена в театре Литературно-художественного общества в Петербурге в 1904 году) и пьеса «Беха-Улла. Блеск Божий» (СПб, 1912) посвящены основателям новейших религиозных учений современности — бабизма и бахаизма — Бабу и Бахаулле.
Гриневская сама оказалась привлечена его учением и впоследствии стала последовательницей учения бахаи (возможно, первой в России). Настроения накануне революции 1905 года были благоприятны для восприятия демократического социального учения Баба, что, помимо литературного качества произведения, определило успех пьесы и постановки.
Но все мы, все тираны,

Ничтожнейший из нас

Над жертвою своею

Глумится в каждый час.

… Родятся люди в каждый час,

И каждый час тиранов зарождает, —

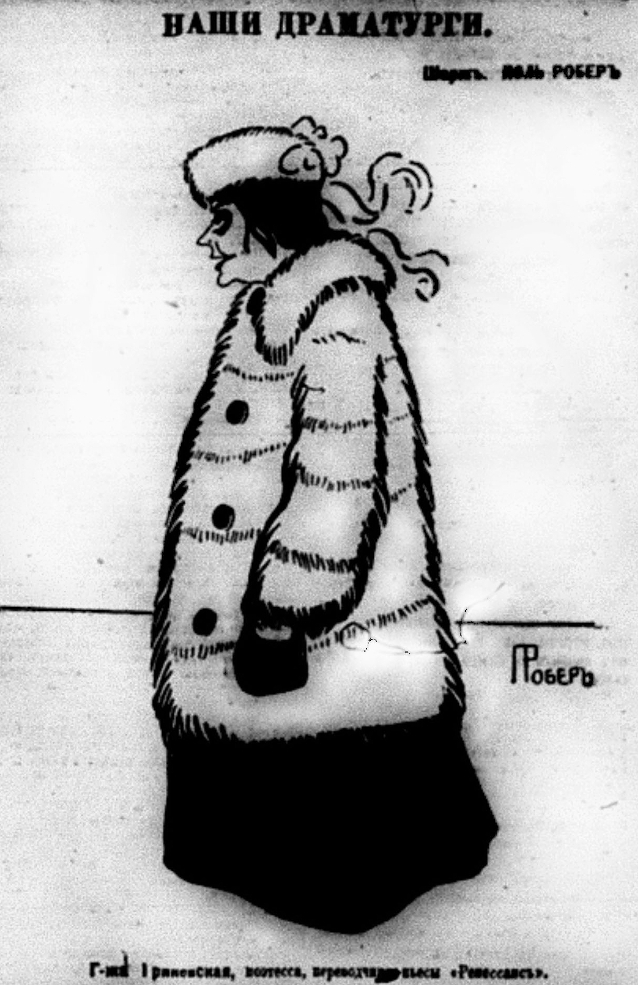
Шарж работы Поля Робера, 1903

На тронах, в хижинах, в лачугах и дворцах,

И если захотим мы с мщением в сердцах

Тиранов всех низринуть,

Придется без конца потоки крови лить,

Пока останется один, что меч покинет.

«Ах, бросьте же мечи… Мечи свои вы спрячьте.»
В письме к Гриневской от 22 октября 1903 года о пьесе «Баб» одобрительно отозвался Л. Н. Толстой (LXXIV, 207—08), сам глубоко интересовавшийся историей и учением Баба и Бахауллы.
В процессе работы над пьесой Гриневская изучала труды историков и востоковедов (в качестве своих источников она называет Казембека, М. А. Гамазова и А. Г. Туманского). Тем не менее исторические реалии оказываются у неё сознательно искажёнными: Баб растёт в доме отца Куррат-уль-Айн, оказывается её молочным братом, между ними развивается роман, Баб проповедует в Ширазе на базаре и т. д. Того обстоятельства, что, согласно установлениям бахаи, явители религий вообще не могут изображаться на сцене (не только Баб и Бахаулла, но и, например, Будда или Иисус), Гриневская в период работы над пьесой «Баб», очевидно, не могла знать. Когда несколько лет спустя Абдул-Баха познакомился с текстами пьес Гриневской, он сделал для неё беспрецедентное исключение.
Акценты в пьесе «Беха-Улла» развивают идеи ненасильственного духовного преобразования общества, начатые в первой из пьес. Бахаулла объявляет себя тем посланцем Бога, о котором пророчествовал Баб:
…Я слышу зов Аллаха.

Идите все за мной, возстанем мы из праха.

Я смерти не боюсь! Пойдём, друзья, за Ним!

Аллах зовёт — я с Ним, друзья, непобедим!

Вот тучи пронеслись. Прошло, прошло затменье -

Там солнце пурпуром и золотом горит.

Я с Ним непобедим. Смотрите же: терпенье —

 Оно мой щит,

 Прощенье —

 Моё копье. Любовь — мой меч, вот все

 Моё вооруженье!

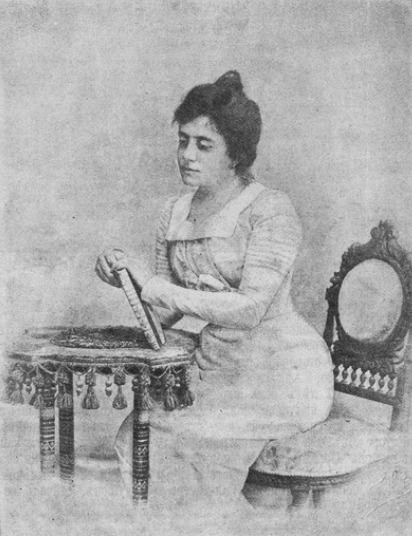
Изабелла Гриневская (1904)

В 1910 году Гриневская в качестве паломника бахаи отправилась в долгое путешествие в страны Ближнего Востока и в окрестностях Александрии ей удалось встретится и говорить с Абдул-Баха. Абдул-Баха высказал одобрение литературной деятельностью Гриневской и спросил её о её желаниях. Гриневская ответила, что желала бы видеть её пьесы «Баб» и «Беха-Улла» переведёнными на немецкий и французский языки. Абдул-Баха сказал, что её желания сбудутся. Перевод пьесы «Баб» на немецкий пера Фридриха Фидлера действительно существовал, но неизвестно, сохранился ли. Велась работа и над французским переводом (переводчица Гальперина), относительно судьбы которого ничего не известно. По сообщению Марты Рут, Абдул-Баха предсказал Гриневской также, что эти пьесы будут однажды поставлены и в Тегеране.
Путешествуя по Востоку, писательница вела путевой дневник, отрывки из которого периодически появлялись в петербургских и одесских газетах. Этот очерк, общим объёмом более 500 страниц, названный «Путешествие в Края Солнца», был закончен в 1914 году, но так и не был полностью опубликован.
Несмотря на запрет деятельности групп бахаи в Советской России уже начиная с конца 1920-х годов, ленинградский домашний адрес Гриневской продолжает открыто публиковаться в качестве контактного во всех выпусках Bahá'í World в тридцатых и сороковых годах, вплоть до кончины Гриневской в 1944 году.

## Архив
В Российском государственном архиве литературы и искусства хранится личный фонд И.А. Гриневской, в котором находится 580 единиц хранения за 1806—1945 гг.
Рукописи Гриневской здесь представлены в фонде автографами стихотворений 1900–1937 годов, большинство из которых посвящено друзьям и знакомым — А.Ф. Гаушу, И.Е. Репину, В.С. Соловьёву и др. Также здесь хранятся автографы статей, очерков и заметок поэтессы; её воспоминания, среди которых «История моих Восточных поэм», «Я среди людей, или Мой энциклопедический словарь»; афиши и программы лекций и докладов, а также спектаклей с постановками её драм и комедий.
Самый большой по объёму раздел фонда – переписка Изабеллы Аркадьевны. Среди её корреспондентов – М.Н. Ермолова, В.Ф. Комиссаржевская, А.Ф. Кони, Ц.А. Кюи, В.И. Немирович-Данченко, Н.А. Римский-Корсаков, М.Г. Савина, К.С. Станиславский, А.И. Сумбатов-Южин. Отдельно стоит отметить письма первых российских активных деятельниц женского движения М.В. Безобразовой, А.М. Евреиновой, Н.А. Лухмановой, А.П. Философовой.